# Luise von Stein
Luise von Stein (* 5. Mai 1999 in Rostock) ist eine deutsche Schauspielerin.

## Leben
Luise von Stein wurde 1999 in Rostock geboren und studierte in Bochum und Essen an der Folkwang Universität der Künste von 2018 bis 2022 Schauspiel. Sie gastierte an mehreren Theatern, wie dem Theater Dortmund, dem Theater Münster, dem Schauspielhaus Bochum, dem Grillo-Theater Essen, dem Thalia Theater Hamburg oder dem Deutschen Nationaltheater Weimar. Die freischaffende Schauspielerin lebt in Berlin und wirkt auch in Film- und Fernsehproduktionen mit, unter anderem im Tatort oder der Serie Die Kaiserin. Luise von Stein machte sich durch ihre Hauptrolle in der ARD-Serie Everyone is f*cking crazy einen Namen, wofür sie 2024 mit dem Deutschen Schauspielpreis als Beste Nachwuchsdarstellerin ausgezeichnet wurde.

## Filmografie
- 2023: Browser Ballett
- 2023: Everyone is F*cking Crazy
- 2024: Schleudergang
- 2024: Der Upir
- 2024: Die Kaiserin
- 2025: Intimate
- 2025: Tatort: Fiderallala (Fernsehreihe)
- 2025: Sehnsucht in Sangerhausen